# Kotlina Wielkich Jezior

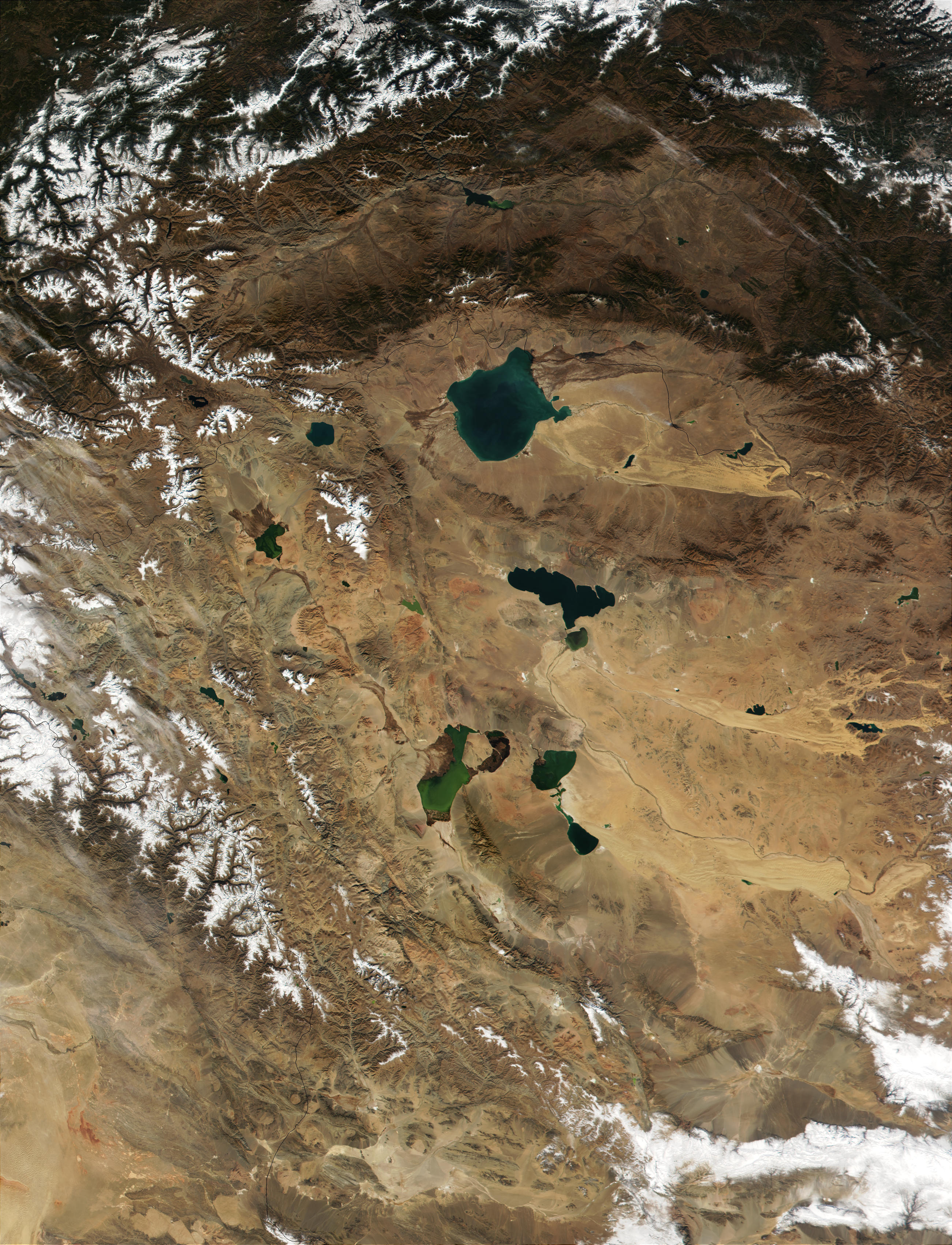
Kotlina Wielkich Jezior widziana z kosmosu

Kotlina Wielkich Jezior (także Płaskowyż Jeziorny; mong. Их Нууруудын хотгор, Ich Nuuruudyn chotgor)  – rozległa kotlina w zachodniej Mongolii. 
Rozciąga się ona pomiędzy pasmami górskimi: Tannu-Oła (na północy), Changaj (na północnym wschodzie i wschodzie), Ałtaj (na zachodzie), Ałtaj Mongolski (na południowym zachodzie i południu). Powierzchnia dna kotliny jest bardzo zróżnicowana morfologicznie, zawiera szereg niskich grzbietów górskich i wzgórz. Najniższy punkt kotliny jest na wysokości 759 m n.p.m., jednak przeważająca część kotliny leży na wysokościach powyżej 1000 m n.p.m. Większość kotliny porośnięta jest roślinnością półpustynną lub suchych stepów, w jej wschodniej części znajdują się pola barchanów i ma tam ona charakter pustynny.  Na terenie Kotliny Wielkich Jezior znajduje się szereg jezior zaliczanych do największych w Mongolii, zarówno słonych: Uws-nur, Chjargas nuur, Dörgön nuur, jak i słodkowodnych: Char Us nuur, Char nuur, Ajrag nuur, Bajan nuur. Do kotliny przefiltrowują się wody z leżącego poza nią jeziora Char nuur, leżącego w Górach Changajskich.